# 금강수목원
금강수목원은 세종특별자치시 금남면 산림박물관실 110에 있는 수목원이다. 충청남도 산림환경연구소에서 관리하고 있다. 산림생물종에 대한 수집, 학술연구 등의 공간으로 전체 면적은 615,000m²이고 약 2600여 종의 식물종, 101만본 이상의 식물자원을 보유하고 있으며 2018년 기준 32개의 소원으로 나누어져 전시중이다. 메타세쿼이아 황톳길, 명상의 숲, 문학의 숲, 동물마을 등 다양한 주제의 볼거리를 갖추었으며 금강자연휴양림을 이용하는 관람객들은 수목원 내 모든 시설을 모두 이용할 수 있다.

### 전문전시원
- 철쭉원
- 화목원
- 매화원
- 딸기원
- 장미원
- 만목원
- 약용수원
- 염료식물원
- 백제식물원
- 관목원
- 야생화원
- 목련원
- 단풍나무원
- 침엽수원
- 활엽수원
- 외국수목원
- 기념식수원
- 측백나무원
- 소나무원
- 양치식물원

### 무궁화동산
수목원 내에 무궁화만으로 조성된 공간으로 한국의 품종뿐만 아니라 외국의 품종까지 보유하고 있다. 관람객들에게 전시하는 동시에 무궁화의 품종을 개량하여 더욱 질 좋고 미관상 아름다운 무궁화를 만드는 작업 또한 수행한다.

### 열대온실
자동온도조절, 자동관수시설, 자동난방 등 식물을 연중생육가능토록 하는 시설로 역사식물, 문화식물, 다육식물, 과실식물 등의 주제를 갖추어 관람객들이 식물을 이해하고 흥미를 느낄 수 있도록 조성되어 있다.